# Кубок Цыплакова
Кубок Цыплакова по хоккею с шайбой — ежегодный турнир для команд высшей лиге по хоккею с шайбой, проводимый белорусской федерацией хоккея. Разыгрывается с 2021 года. Как правило, проводится перед стартом регулярного чемпионата высшей лиге в качестве разминочного турнира.

## Регламент
- В августе 2021 года состоялся первый турнир.

Кубок имени Владимира Цыплакова проводится по круговой системе. Каждая из команд сыграет с каждой по одному разу. Дома или на выезде — это решает календарь.
Всего участники проведут по пять матчей. За любую победу будет начисляться два очка, за поражение в овертайме или по буллитам — одно. Поражение в основное время традиционно принесет «баранку».
Кто набрал больше всего очков, тот и выиграл Кубок Цыплакова. Если по итогам кругового турнира лидерство оспаривают две и более команд, то основным тайбрейкером является количество очков, набранных в очных встречах. Следующим — разница забитых и пропущенных шайб в этих поединках.
- В конце июля 2022 года стартовал второй по счёту турнир.

Турнир — молодёжный, поэтому здесь есть нюансы при выборе составов. В заявке команды для участия в Кубке может находиться не более 35 хоккеистов в возрасте до 20 лет, но не младше 16 лет. В заявке на матч должно находиться не более 22 игроков, но не менее 18 из них — в возрасте до 20 лет. При этом моложе 18-ти может быть не более пяти хоккеистов. Возрастные ограничения, естественно, не распространяются на сборные U18 и U17.
В новом сезоне участникам Кубка Цыплакова предстоит определить победителя по новой для этого турнира системе, однако для кубковых соревнований эта структура вполне привычная.
Все команды высшей лиги стартуют с первого раунда турнира, а «Динамо-Шинник» начнет выступление на четвертьфинальной стадии. Первый раунд, четвертьфиналы и полуфиналы — серии до двух побед, а финал — одна игра за звание обладателя Кубка Цыплакова-2022.
Все матчи в каждой паре будут проходить на арене соперника, который занял более высокое место по итогам прошлого сезона. «Динамо-Шинник», в свою очередь, проведет все свои поединки на выезде.
- 30 июля стартует третий розыгрыш — Кубка Владимира Цыплакова.

В нём примут участие 13 команд высшей лиги. Никакого деления на группы не предусмотрено: чистый кубковый формат, включающий в себя стадии 1/8, 1/4, 1/2 финала и главный матч за трофей. Вплоть до финала команды будут сражаться до двух побед на каждой стадии. Поскольку участников — нечетное количество, три сильнейшие команды прошлого сезона — «Ястребы», сборная U18 и «Белсталь» — получили автоматический пропуск в четвертьфинал. Туда же попадут и пять победителей первого раунда.
Даты проведения 1/4, 1/2 и финала Кубка Цыплакова могут измениться в зависимости от участия сборной U18 в международных соревнованиях.

## Команды
В 2025 году на турнире пpимут учaстиe 14 кoмaнд:
1. Юниop (Минск)
2. Рыcи (Гомель)
3. Бeлстaль (Жлобин)
4. Ястpeбы (Пинск)
5. Динамо-Олимпик (Минск)
6. Авиaтop (Барановичи)
7. Бeлapуcь U-17 (Минск)
8. Пpoгpecc (Гродно)
9. Мeдвeди (Витебск)
10. Нeфтexимик (Новополоцк)
11. Днeпpoвcкиe львы (Могилёв)
12. Сoбoль (Берёза)
13. Бeлapуcь U-18 (Минск)
14. Рыцари (Лида)

## Финалисты
| Сезон | Победитель             | Финалист             | Счет   |
| ----- | ---------------------- | -------------------- | ------ |
| 2021  | Минские Зубры (Минск)  |                      |        |
| 2022  | Ястребы (Пинск)        | Бeлстaль (Жлобин)    | 5:3    |
| 2023  | Ястребы (Пинск)        | Беларусь U-18(Минск) | 2:3(Б) |
| 2024  | Динамо-Олимпик (Минск) | Беларусь U18 (Минск) | 3:2    |